# Aaron March
Aaron March (Bresanona, 14 de mayo de 1986) es un deportista italiano que compite en snowboard.
Ganó dos medallas en el Campeonato Mundial de Snowboard, en los años 2023 y 2025. Participó en tres Juegos Olímpicos de Invierno, entre los años 2010 y 2018, ocupando el cuarto lugar en Sochi 2014, en el eslalon paralelo.

## Medallero internacional
| Campeonato Mundial | Campeonato Mundial  | Campeonato Mundial | Campeonato Mundial     |
| Año                | Lugar               | Medalla            | Prueba                 |
| ------------------ | ------------------- | ------------------ | ---------------------- |
| 2023               | Bakuriani (Georgia) | Medalla de oro     | Eslalon paralelo mixto |
| 2025               | Engadina (Suiza)    | Medalla de bronce  | Eslalon paralelo       |